# Onze-Lieve-Vrouw van Halle

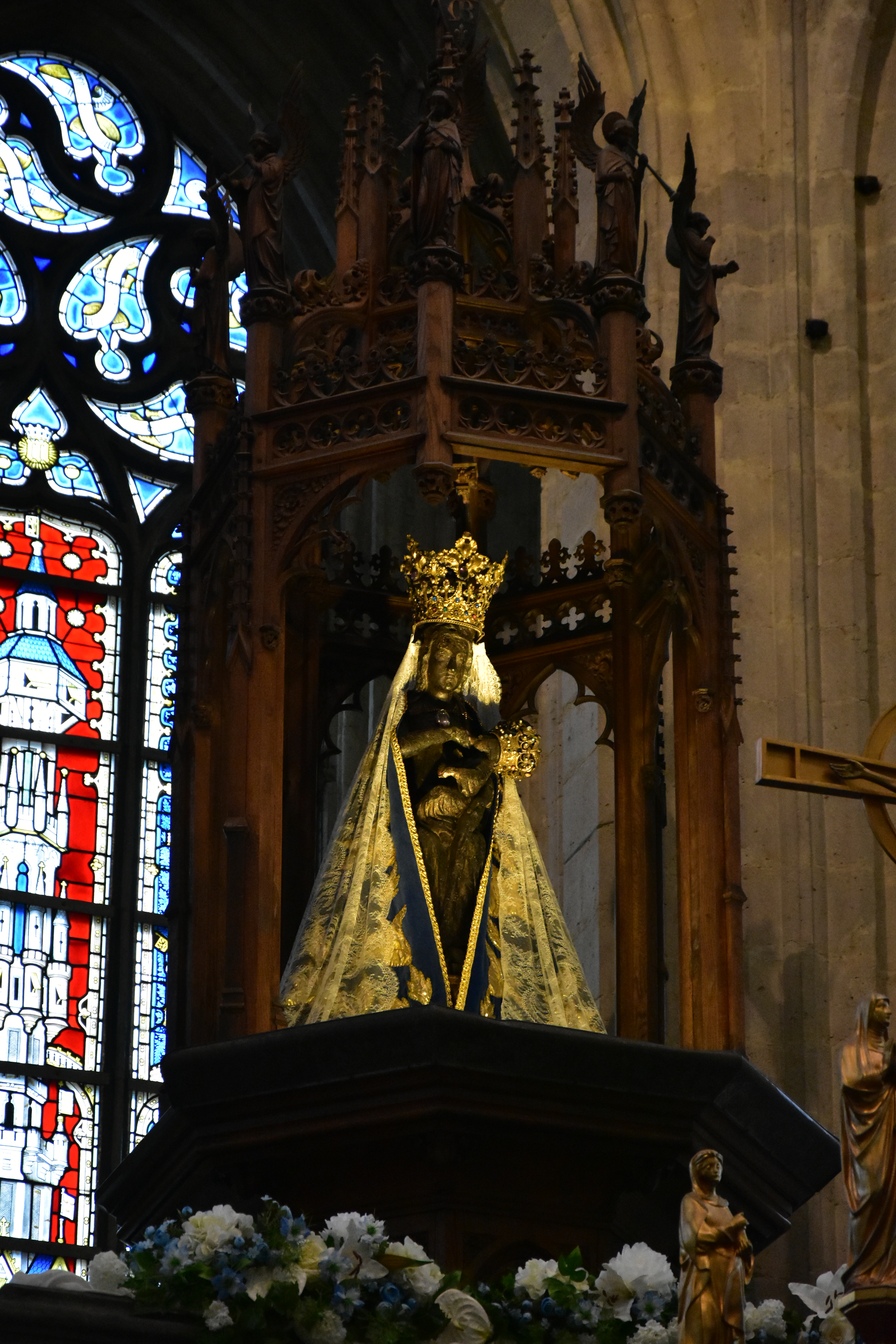
De Zwarte Madonna van Halle

Onze-Lieve-Vrouw van Halle is een pauselijk gekroond Mariabeeld in de Sint-Martinusbasiliek in de Belgische stad Halle. Het kent een grote en oude devotie in Vlaanderen.

## geschiedenis
Het beeld werd door het gravengeslacht van Henegouwen aan de stad en niet aan de kerk gegeven. Op die manier wilde Henegouwen zijn rechten op Halle kracht bijzetten. Het beeld zou door Elisabeth van Hongarije, ook Elisabeth van Thüringen, aan haar dochter Sofia gegeven zijn. Sofia zou het aan haar schoondochter Machteld van Brabant gegeven hebben, die het op haar beurt in 1267 aan Halle geschonken heeft. Over herkomst en stijl van het beeld bestaat geen zekerheid: Brabants, Maaslands, Henegouws of Centraal-Europees?

## Beschrijving
Het beeld is 92,5 centimeter hoog. Het is van het type van de sedes sapientiae en virgo lactans: Maria wordt dus zittend afgebeeld terwijl ze Jezus de borst geeft. Hoofd en handen van Maria en Jezus zijn in hout uitgesneden. De kledij van beiden is uitgewerkt in linnen gedrenkt in gips. Sporen van polychromie zijn waargenomen: donkerbruin voor de huidpartijen en blauw voor het kleed.
Over de oorzaak van de kleur bestaat geen overeenstemming. Is het bruin (lees: zwart) omdat hoofden en handen ooit bedekt waren met zilver dat geoxideerd is? Is het zwart door de inwerking van kaarsroet en wierook? Is het altijd zwart geweest omdat het thuishoort in de eeuwenoude traditie van zwarte Mariabeelden? De donkere kleur van de zwarte Madonna's verwijst mogelijk naar de donkere kleur van de aarde. Ze verwijzen naar de vruchtbare aarde (Gaia en de aarde-verering of het vrouwelijk principe) en op die manier incorporeren ze oudere heidense tradities. Indien de donkere Madonna's ook een kind bij zich hebben, of het zogen en het volgens de christelijke legende ook weer verliezen waarop het naderhand ook verrijst, dan verwijst dit indirect naar de cyclus van geboorte en dood en de wedergeboorte of reïncarnatie.

## Devotie
Het beeld werd op 4 oktober 1874 in opdracht van paus Pius IX plechtig gekroond. Thans wordt haar devotie en de cultus onderhouden door een actieve broederschap, die in 2024 150 jarig jubileaum van de pauselijke kroning vierde. Koningin Mathilde schonk haar bruidsboeket uit devotie aan de Maagd van Halle, waar het bewaard is. Daarnaast vereerde de koningin het beeld tijdens een processie.
Thans zijn er in Vlaanderen verschillende oude broederschappen aan haar gewijd die jaarlijks te voet op bedevaart gaan:
- Broederschap Onze-Lieve-Vrouw van Halle, Wielsbeke.[4]
- Broederschap Onze-Lieve-Vrouw van Halle, (1699) Sint-Niklaas.[5]
- Broederschap Onze-Lieve-Vrouw van Halle, Oudenaarde.[6]
- Broederschap Onze-Lieve-Vrouw van Halle, Oostrozebeke.